# Марьяновка (Тернопольская область)
Марья́новка (укр. Мар'янівка) — село в Великоберезовицкой поселковой общине Тернопольского района Тернопольской области Украины.
Население по переписи 2001 года составляло 556 человек. Почтовый индекс — 47735. Телефонный код — 352.